# High Society
High Society(하이 소사이어티)는 3인조 힙합 그룹인 에픽하이의 정규 2집 음반이다. 에픽하이가 처음으로 작곡가 및 프로듀서로 작업한 음반이다. 2006년 데뷔 음반인 Map of the Human Soul과 재발매되었다.

## 배경
2004년에 발표된 첫 정규 음반 Map of the Human Soul은 리스너들에게 그간에는 듣지 못했던 문학적 가사와 참신한 비유로 좋은 평가를 받게 되고 곧바로 이어 에픽하이는 2005년, 2집 작업을 시작한다. 정규 2집의 발매를 앞두고 MC몽의 정규 1집 180 Degree의 〈몽송 (夢送)〉에 피쳐링을 하였고 2005년 7월 22일, 1집을 발매한 지 9개월 만에 자신들이 직접 작사·작곡한 2집 High Society를 발매하였다. 애당초 발매 당시 "Lesson 2"가 타이틀곡이었으나 방송 3사 심의 판정에 걸려 문제되는 단어를 편집했음에도 불가 판정을 받아 부득이하게 〈평화의 날〉로 변경되었다. "Lesson 2"를 포함해 음반에 수록된 18곡 중 14곡이 방송 부적격 판정을 받았으나 타이틀곡인 〈평화의 날〉로 이름을 알리는 데 성공하여 제 2회 한국대중음악상에 최우수 힙합부문에 후보로 오르기도 하였다. 이어, New K-Pop Complilation에 얀키가 피쳐링한 싱글 〈비의 랩소디〉로 참여 및 디지털 싱글로 곡을 공개하였고 이현도가 준비한 컴필레이션 음반인 The New Classik…And You Don't Stop에 참여하였다. MTV에서 《High Society》라는 프로그램을 진행하며 라디오와 예능 프로그램 등 여러 프로그램에 출연하였다. 2005년 2월, 대학로에서 단독 콘서트를 양일로 열었다. 〈평화의 날〉은 시트콤 《논스톱5》의 배경 음악으로도 쓰이며 선풍적인 인기를 끌었다.
1집과 함께 재발매된 2집의 누적 판매량은 약 3만 4천여 장을 기록하였다.

## 수록곡
| #             | 제목                                                                | 작곡           | 재생 시간 |
| ------------- | ------------------------------------------------------------------- | -------------- | --------- |
| 1.            | 신사들의 산책 (Good Morning)                                        | 타블로         | 0:57      |
| 2.            | High Skool                                                          | Yankie         | 4:13      |
| 3.            | 평화의 날                                                           | 타블로         | 3:38      |
| 4.            | Sunrise Interlude                                                   | DJ 투컷        | 0:33      |
| 5.            | Lesson 2 (Sunset)                                                   | DJ 투컷        | 4:00      |
| 6.            | My Ghetto (Feat. 김연우)                                            | 타블로         | 4:14      |
| 7.            | The Basics (Feat. UnknownDJs)                                       | DJ 투컷        | 1:38      |
| 8.            | 신사들의 절약정신 (Good Afternoon)                                  | 타블로         | 1:07      |
| 9.            | Lady (High Society)                                                 | DJ 투컷        | 3:44      |
| 10.           | 피해망상 Pt. 3 (With TBNY)                                          | Yankie         | 3:56      |
| 11.           | 11월 1일 (Feat. 김재석 Of Wanted)                                   | 타블로         | 4:40      |
| 12.           | 뚜뚜루                                                              | DJ 투컷        | 3:56      |
| 13.           | 혼자라도 (Feat. Clazziquai)                                         | J-Win          | 4:14      |
| 14.           | Daydream (사직서)                                                   | J-Win          | 3:39      |
| 15.           | Open M.I.C. (Feat. 은지원, Tweak, TBNY, Dynamic Duo)                | DJ 투컷        | 4:20      |
| 16.           | 뒷담화                                                              | J-Win          | 6:47      |
| 17.           | 신사들의 몰락 (Good Evening)                                        | 타블로         | 1:24      |
| 18.           | I Remember (Bonus Track, 70s Soul Remix, With Asoto Union & Kensie) | 에픽하이, 개코 | 3:37      |
| 총 재생 시간: | 총 재생 시간:                                                       | 총 재생 시간:  | 60:00     |

## 특징
- High Society로 에픽하이가 본격적으로 대중에 알려진 탓에, 일부 사람들은 High Society를 에픽하이의 데뷔 음반으로 알고 있다.
- 1번 트랙 〈신사들의 산책 (Good Morning)〉은 '힙합플레이야 어워즈 2004'에 2004년 최고의 스킷 1위로 뽑혔다.[7]
- 2번 트랙 "High Skool"은 리믹스되어 리믹스 음반인 Remixing the Human Soul에 "High Skool Dropout"라는 곡으로 수록되었다. 이 곡은 (e)에도 랩핑을 하여 "High Skool Dropout (반항하지 마!)"라는 곡으로 수록되었다.
- 3번 트랙 〈평화의 날〉은 '힙합플레이야 어워즈 2004'에서 2004년 최고의 곡 1위로 뽑혔다. (2위로 "Lesson 2", 10위로 〈혼자라도〉, 13위로 "Lady"가 각각 뽑혔다.)[7]
- 10번 트랙 〈피해망상 Pt. 3〉은 에픽하이의 '피해망상 시리즈'의 첫 곡으로, 3번째 곡이 아니다.  (두 번째 곡으로 Remapping the Human Soul에 〈피해망상 Pt. 1〉이, 시리즈의 마지막 3번째 곡으로 魂: Map the Soul에 "Scenario (피해망상 Pt. 2)"가 수록되었다.)
- 11번 트랙 〈11월 1일〉은 가수 유재하와 김현식을 간접적으로 추모하는 곡이다. 두 사람 모두 11월 1일에 사망했기 때문에 〈11월 1일〉이라는 제목이 붙었다.
- 15번 트랙 "Open M.I.C."는 9번 트랙 "Lady"의 반주를 사용한 단체곡이다.
- 16번 트랙 〈뒷담화〉는 VIP 사건을 일으킨 CB 매스의 멤버 커빈을 디스하는 곡이다.

## 심의
2집 High Society를 발매한 후 대부분의 곡이 심의에 걸려 방송 부적합 판정을 받았다. 아래는 심의 결과 내용이다.
- 〈뚜뚜루〉는 “시속 200km 폭주. 불꽃튀는 타이어”라는 가사가 법정최고속도를 위반한다는 이유로 심의에 걸렸다.
- 원래 타이틀 곡이었던 "Lesson 2"는 “이 땅의 법이 출석부라면 난 결석하리”가 청소년들의 결석을 조장한다는 이유로 방송 부적격 판정을 받았다.
- "Lady"는 ‘삐까뻔쩍’ 등 문법에 맞지 않는 비속어를 사용했다는 이유로 심의에 걸렸다.
- "Daydream (사직서)"는 회사원들의 사직을 조장한다는 이유로 심의에 걸렸다.